# 圣日耳曼-德拉里维耶尔
圣日耳曼-德拉里维耶尔（法語：Saint-Germain-de-la-Rivière，法語發音：[sɛ̃ ʒɛʁmɛ̃ də la ʁivjɛʁ]）是法国吉伦特省的一个市镇，属于利布尔讷区。

## 地理
圣日耳曼-德拉里维耶尔（44°56'52"N, 0°19'57"W）面积4.28 平方千米，位于法国新阿基坦大区吉倫特省，该省份为法国西南部沿海省份，是法國本土面积最大的省，北起滨海夏朗德省，西临大西洋，南至朗德省，东南接洛特-加龍省，东临多爾多涅省。
与圣日耳曼-德拉里维耶尔接壤的市镇（或旧市镇、城区）包括：伊宗、吕贡和利勒迪卡尔奈、拉里维耶尔、圣艾尼昂、维勒古日。
圣日耳曼-德拉里维耶尔的时区为UTC+01:00、UTC+02:00（夏令时）。

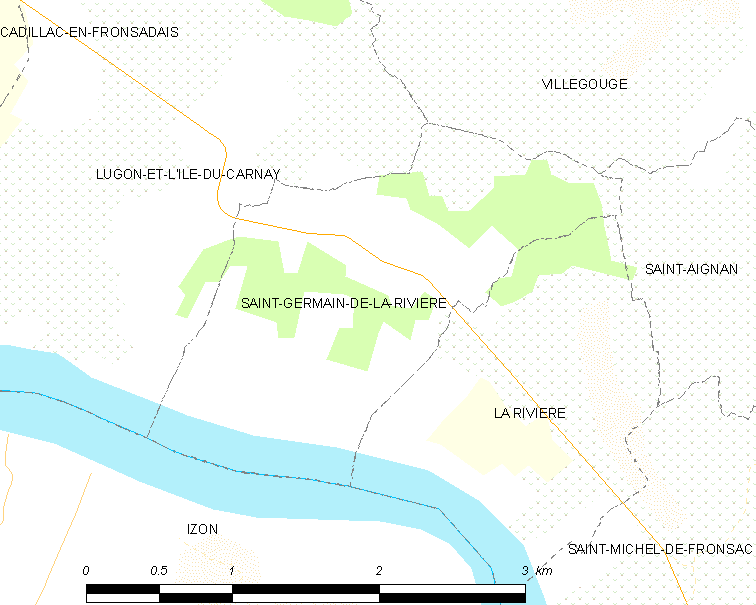
圣日耳曼-德拉里维耶尔的OSM定位图

## 行政
圣日耳曼-德拉里维耶尔的邮政编码为33240，INSEE市镇编码为33414。

## 政治
圣日耳曼-德拉里维耶尔所属的省级选区为勒利布尔奈-弗龙萨代县。

## 人口
圣日耳曼-德拉里维耶尔于2022年1月1日时的人口数量为398人。

1962-2008年间圣日耳曼-德拉里维耶尔人口变化图示